# 안시하
안시하(1982년 3월 11일 ~ )는 대한민국의 배우이다.

## 학력
- 경민대학교 뮤지컬과

## 출연작

### 영화
- 《비스트》 (2019년) - 정연 역

### 드라마
- 《더 킹 : 영원의 군주》 (2020년, SBS) - 김희주 역
- 《모범형사》 (2020년, JTBC) - 정유선 역
- 《날아라 개천용》 (2020년, SBS) - 황민경 역
- 《낮과 밤》 (2020년, tvN) - 조현희 역
- 《꽃 피면 달 생각하고》 (2021년, KBS2) - 경빈 이씨 역
- 《지금 우리 학교는》 (2022년, 넷플릭스) - 보건교사 역
- 《오랫동안 당신을 기다렸습니다》 (2023년, ENA) - 마리 역
- 《세작, 매혹된 자들》 (2024년, tvN) - 중전 김씨 역

### 뮤지컬
- 《삼총사》
- 《금강, 1894》
- 《벤허》
- 《밑바닥에서》
- 《올슉업》
- 《신데렐라》
- 《체스》
- 《황태자 루돌프》
- 《조로》
- 《프랑켄슈타인》
- 《해를 품은 달》
- 《아이다》
- 《위대한 캣츠비》
- 《솔로의 단계》
- 《맘마미아》
- 《찰리브라운》
- 《사랑은 비를 타고》
- 《달고나》
- 《미스터 마우스》
- 《러브퀼트》
- 《그사람 이름은 잊었지만》
- 《카르멘》

### 연극
- 《호텔보이는 무엇을 보았나?》
- 《햄릿》

## 수상
- 2014년 제8회 더 뮤지컬 어워즈 여우신인상